# Command & Conquer: Renegade
Command & Conquer: Renegade – gra wyprodukowana w 2002 roku przez firmę Westwood, a wydana przez EA Games.
Jest to kolejna z gier studia Westwood, która jednak różni się od innych gier spod tego znaku, ponieważ C&C: Renegade to FPP, a nie RTS, w których studio się specjalizowało. Akcja gry toczy się w realiach Pierwszej Wojny Tyberiańskiej (która nawiązuje do pierwszej gry z serii C&C, Tiberian Dawn). Ścieżka dźwiękowa do gry została skomponowana przez Franka Klepackiego.

## Kampania
W C&C: Renegade gracz wciela się w postać kapitana Nicka "Havoc" Parkera, który jest agentem sił specjalnych komandosów. Służy on dla Inicjatywy Obrony Globalnej (GDI). W kampanii ma on za zadanie niszczenia ważniejszych ośrodków wojskowych Bractwa Nod oraz zneutralizować "Czarną Dłoń" (siły specjalne Bractwa, podlegające bezpośrednio Kane'owi), która prowadzi eksperymenty nad Tyberium. Łącznie misji do wykonania jest 12.

## Rozgrywka
W C&C: Renegade rozgrywka odbiega od innych gier Command & Conquer, ponieważ jest to gra FPP, a nie z RTS jak to było dotychczas. W Renegade gra toczy się z perspektywy pierwszej lub trzeciej osoby. Gracz ma do wykorzystania spory wachlarz różnych broni (Pistolety, laserowe lub oparte na technologii Tyberium karabiny itd.), dzięki którym możemy walczyć z Bractwem Nod. Do swojej dyspozycji mamy również wiele pojazdów sił GDI (m.in. znany z serii C&C Czołg Mamut) i Bractwa, dzięki którym niszczenie celów jest łatwiejsze. Dodatkowo także można wchodzić do budynków, aby np. zlikwidować tam wrogą piechotę i zniszczyć obiekt, w którym przebywamy. Podczas gry możemy także korzystać ze specjalnego "łącza informacyjnego EVA", gdzie zapisane są ważne dane o przeciwniku i nie tylko.

### Tło konfliktu
ONZ w 1995 roku utworzyło GDI, które miało być odpowiedzią na powstanie Bractwa Nod i jego wysiłki zmierzające do zdobycia władzy w niestabilnych państwach trzeciego świata. GDI, najpotężniejsza organizacja wojskowa, została stworzona, aby utrzymać światowy pokój. Została ona powołana do zakończenia krwawych konfliktów na tle religijnym, politycznym oraz ekonomicznym. Jednak wzrostowi znaczenia GDI towarzyszył wzrost Bractwa Nod. Organizacja kierowana przez Kane'a rozwinęła się przy pomocy funduszy, zdobytych na nielegalnych badaniach nad Tyberium. Przez cały XX wiek Nod nie ustawał w podżeganiu konfliktów w różnych ważnych miejscach, zapewniając narodom pieniądze oraz broń, dzięki którym lojalność wobec Bractwa wzrastała. Tyberium ma dla Nodu kluczowe znaczenie. Jak na razie niewiele wiadomo o tym minerale, ale wiadomo że jest to trująca substancja dla wszystkich żywych organizmów. Tyberium jest używane przez Nod do produkcji arsenału wojennego. Jednak najcenniejszym źródłem informacji o tej tajemniczej substancji jest uczony GDI – Ignatio Mobius, chemik i genetyk, który poświęcił całe swoje życie na badanie Tyberium. Dlatego też dr Mobius został porwany przez Bractwo Nod, aby pomógł w badaniach nad substancją. W międzyczasie również zaobserwowano wzmożoną działalność nowej jednostki specjalnej Nod, zwanej "Czarną Dłonią".
Do zadania uratowania dr Ignatio Mobiusa z rąk Bractwa i zdobycia informacji o nowej jednostce, został powołany członek sławnego Dead-6 – kapitan Nick "Havoc" Parker. Będzie on musiał na swojej drodze pokonać wielu przeciwników – członków Bractwa, m.in. przywódcę "Czarnej Dłoni" – Raveshav'a oraz jego pomocnika – Mendozę.

### Gra wieloosobowa
Rozgrywka wieloosobowa może przebiegać za pośrednictwem internetu lub sieci lokalnej (LAN). Możemy wziąć tutaj udział w "Trybie Command & Conquer", gdzie dwie drużyny, mianowicie GDI i Nod współzawodniczą między sobą o zniszczenie bazy przeciwnika. Kiedyś była także usługa Westwood Online służąca do gry wieloosobowej, ale po zamknięciu Westwoodu przez EA Games serwery zostały wyłączone i niestety gra poprzez tę usługę jest już niemożliwa.